# Suleka Mathew
Suleka Mathew oder Sue Mathew (* 11. Mai in Maramon, Pathanamthitta, Indien) ist eine kanadische Schauspielerin, die hauptsächlich für ihre Hauptrolle in der Serie Men in Trees bekannt ist.

## Leben und Leistungen
Mathew wurde als Tochter einer Bibliothekarin in Indien geboren, wuchs aber seit ihrem zweiten Lebensjahr in Vancouver auf, nachdem ihre Familie nach Kanada ausgewandert war. Sie begann im Alter von 10 Jahren mit der Schauspielerei und spielte in Theaterstücken in der Grundschule und High School. Nach dem Schulabschluss entschied sie sich zunächst für ein Studium an der University of British Columbia, doch erkannte bald, dass sie professionelle Schauspielerin werden wollte. Sie unterbrach ihr Studium und nahm Schauspielunterricht.
Ihre erste Fernsehrolle hatte Mathew bereits ein Jahr nach Beginn ihres Studiums in der CBC-Anthologie Family Pictures. Für ihre Rolle in der kanadischen Dramaserie Da Vinci’s Inquest (1998–2003) war sie dreimal für einen Leo-Award nominiert. Es folgten diverse Gastauftritte und vermehrt wiederkehrende Rollen, zum Beispiel in The West Wing und Dead Zone. Seit der Jahrtausendwende ist sie auch in romantischen Kinofilmen wie The Republic of Love, Touch of Pink oder Midnight Sun – Alles für Dich zu sehen. Von 2006 bis 2008 war sie Co-Star in der US-amerikanischen Fernsehserie Men in Trees. Von 2009 bis 2011 spielte sie in der TNT-Serie Hawthorne die Rolle der Bobbie Jackson. Seit 2023 ist sie in Mayfair Witches als Arjuna zu sehen.
Suleka Mathew spielt auch in Theater-Produktionen, zum Beispiel 1998 in Anne, einer Adaption von Anne of Green Gables von Paul Ledoux, am Waterfront Theatre in Vancouver.
Mathew lebt in Los Angeles. Sie hat Kontakt zu dem Teil ihrer Familie, der in Indien wohnt, spricht aber nach eigener Aussage die dort verbreitete Sprache, Malayalam, nicht sehr gut.

## Filmografie (Auswahl)
- 1989: MacGyver (Fernsehserie)
- 1998–1999: The Crow – Die Serie (The Crow: Stairway to Heaven, Fernsehserie)
- 1998–2003: Da Vinci’s Inquest (Fernsehserie)
- 2000: Dark Angel (Fernsehserie)
- 2001: Stargate – Kommando SG-1 (Stargate SG-1, Fernsehserie)
- 2003: Battlestar Galactica (Fernsehserie)
- 2003: The Republic of Love
- 2003–2006: Dead Zone (The Dead Zone, Fernsehserie)
- 2004: The West Wing – Im Zentrum der Macht (The West Wing, Fernsehserie)
- 2004: Touch of Pink
- 2005: The Score
- 2006: Final Days – Die letzten Tage der Menschheit (Final Days of Planet Earth, Miniserie)
- 2006–2008: Men in Trees (Fernsehserie)
- 2009–2011: Hawthorne (Fernsehserie)
- 2013: Red Widow (Fernsehserie)
- 2017–2019: Claws (Fernsehserie)
- 2018: Midnight Sun – Alles für Dich (Midnight Sun)
- 2022: That’s Amor
- 2023–2025: Mayfair Witches (Fernsehserie)
- 2023: Your Honor (Fernsehserie)
- 2024: American Warrior